# 後腹膜
後腹膜（こうふくまく）とは、解剖学的に腹膜の外側のことを指す用語である。腹腔より背中側に存在し、膵臓や腎臓、大動脈などが含まれる。
まれに後腹膜に腫瘍が発生することがあり、脂肪や筋肉が存在することから、特に後腹膜脂肪肉腫が多くの割合を占める。後腹膜脂肪肉腫の悪性腫瘍全体に対する割合は0.2%である。